# Bionic Jive
Bionic Jive — американская группа из города Феникс, штат Аризона, исполняющая песни в стилях рэпкор и фанк-метал.

## История
Группу основали в 1998 году Майкл МакГрегор и Ларри «Luv» Элья. В неё также вошли Джордж Роббинс, Ричард «Cunni» Гартнер, Деррик Барроус и Крис «TG1» Эльснер. Поначалу группа определила направление своего творчества как «фанк-метал», и в 1999 выходит первый альбом группы The Six-Billion Dollar Band.
В 2000 году состав группы претерпел изменения: из участников первого состава остались Элья, Гартнер и Эльснер, а также в коллектив пришли Марк «McVay» Мур и Асаянда «Ako» Мак. В это время группа подписывается на Interscope Records и выпускает свой самый успешный альбом Armageddon Through Your Speaker (2001). Музыку из альбома можноо услышать в таких фильмах как Перевозчик, Обитель зла и Ограбление по-итальянски, а также в видеоиграх Postal 2 и ATV Quad Power Racing 2. После выхода альбома группа отправляется в турне с D12 и Kottonmouth Kings, а затем — вместе с Эминемом, Limp Bizkit, Papa Roach и другими известными исполнителями хип-хопа и рэпкора.
После этого Элья и Эльснер уходят из группы, и для Bionic Jive наступают годы затишья. В 2004 году выходит альбом, собранный из демо и ремиксов под названием Armageddon Unreleased. В поисках замены для ушедших членов Гартнер связывается с МакГрегором и Роббинсом, участниками первого состава, и они соглашаются вернуться в группу для записи нового альбома. В 2007 году выходит Passion Over Politics — второй студийный альбом, записанный в стиле хардкор/рэпкор.
С 2010 года группа ведёт работу над новым альбомом, к ней присоединились Крис «Brown» Джеймс и Рейф Свит.

## Участники

### Текущий состав
- Марк «McVay» Мур (Mark Moore) — вокал
- Асаянда «Ako» Мак (Asayanda Mack) — вокал
- Ричард «Cunni» Гартнер (Richard Gartner) — бас-гитара
- Крис «Brown» Джеймс (James Brown) — ритм-гитара
- Рейф Свит (Rafe Sweet) — соло-гитара

### Бывшие участники
- Ларри «Luv» Элья (Larry Elyea) — соло-гитара
- Крис «TG1» Эльснер (Chris Elsner) — ударные
- Деррик Барроус (Derrik Burrows) — вокал
- Джордж Роббинс (George Robbins) — ударные
- Майкл МакГрегор (Michael McGregor) — соло-гитара

### Сессионные музыканты
- Энтони «Stony T» МакЛэин (Anthony McLain) — бас-гитара
- Клэнси МакКарти (Clancy McCarthy) — ударные
- Крис «Cooter» Карлсон (Chris Carlson) — ударные
- Мэтт «Porkchop» Уард (Matt Ward) — ритм-гитара

## Дискография
- The Six-Billion Dollar Band (1999)
- Armageddon Through Your Speaker (2001)
- Armageddon Unrealeased (2004)
- Passion Over Politics (2007)